# Gabriel Chochoľák
Gabriel Chochoľák (Snina, 22 aprile 1978) è un pallavolista slovacco. 
Gioca nel ruolo di schiacciatore nella squadra austriaca del Volleyball Team Tirol, dopo aver militato per quasi dieci anni nel campionato italiano.

È nativo di Snina, una città del distretto omonimo, nella parte orientale della Slovacchia vicina al confine con Polonia e Ucraina.

## Carriera
Gabriel esordì nella pallavolo di alto livello nel 1997 con il VKP Bratislava, la formazione più titolata della Slovacchia. Con la maglia blu della squadra della capitale conquistò due campionati nazionali. Nel 1999 avvenne il suo arrivo in Italia, precisamente al Cagliari Volley. Con la squadra sarda disputò due campionati di Serie A2, mentre i quattro successivi li giocò con la maglia del Volley Forlì.
Il campionato 2004-2005 lo vide invece vestire la maglia della Trentino Volley, in quella che è finora la sua unica esperienza in Serie A1. Con Trento visse anche le prime esperienze nelle competizioni continentali, disputando sia la Top Teams Cup sia la Coppa CEV. In Italia vinse la prima edizione del Trofeo TIM.
Dopo l'esperienza trentina scese di categoria, disputando ogni campionato con maglie diverse. Nel 2008 venne acquistato dal Volleyball Team Tirol, partecipando con essi alla Coppa CEV. Ad Innsbruck vinse un campionato nazionale, conquistando così il diritto di partecipare alla Champions League 2009-2010.

## Palmarès
- 2 campionati slovacchi: 1998, 1999
- 1 campionato austriaco: 2009